# Marco Galli (fumettista)
Marco Galli (Montichiari, 1º aprile 1971) è un fumettista e pittore italiano.

## Biografia
Dopo aver frequentato la scuola d'arte a Mantova dal 1984 al 1989 si dedica alla pittura su tela, fino a quando nel 1997 si trasferisce a Londra. Tornato nel 1999, nel 2000 va a vivere per qualche mese a Los Angeles.
Trova la sua strada quando decide di dedicarsi ai fumetti: il suo esordio professionale è nel 2007 con il quarto numero di Freak edito da Stefano Ianne, scritto e disegnato da lui su un soggetto di Freak Antoni, anche protagonista della surreale storia. Seguono due libri per la 001 Edizioni: Il Santopremier nel 2009 e Nero petrolio nel 2010.
Il successo, soprattutto di critica, arriva con il suo passaggio alla prestigiosa casa editrice Coconino diretta da Igort, per la quale pubblica nel 2013 Oceania Boulevard, tradotto in Francia e in Spagna, a cui seguono Nella camera del cuore si nasconde un elefante nel 2015 e Le chat noir (con contributi di Dario Panzeri) nel 2017. Sempre nel 2013 è Character Designer nel film d'animazione Gatta Cenerentola in concorso al Festival di Venezia e realizza una storia per Motosega: libro della fine, antologia curata da Akab. Nel 2014, sempre con Akab, è tra i disegnatori di La fine dell'amore (Hop! Edizioni) su testi di Ilaria Bernardini. Nel 2016, insieme a Akab e Ausonia, è uno degli autori del Dylan Dog Color Fest 16, che rappresenta l'esperimento di portare per la prima volta a lavorare su quel personaggio grandi autori provenienti dal fumetto d'autore e indipendente non seriale.
Nel 2016 è colpito da una grave forma della sindrome di Guillain-Barré che rischia di ucciderlo e di impedirgli di riprendere a disegnare. Dopo un lungo periodo di riabilitazione, riesce comunque, anche sperimentando nuovi stili di disegno chiamati Apehands (mani di scimmia) per via della sua difficoltà a usare le mani, a tornare al suo lavoro. 
Entra quindi a far parte del Progetto Stigma creato da un gruppo di fumettisti coordinati da Akab e editi da Eris Edizioni, e inaugura la collana relativa nel 2018 con il libro Èpos e l'albo allegato a chi acquista in pre-order Le incredibili avventure di Brodowsky: in fuga dallo show business, che sono però due lavori inediti precedenti alla malattia.
Con Stigma sempre nel 2018 partecipa a tre libri collettivi, un adattamento di Monty Python - Il senso della vita per This Is Not A Love Song (etichetta per la quale aveva già adattato, nelle omonime uscite, Pulp Fiction di Quentin Tarantino e le canzoni Jersey Girl di Tom Waits e Luna di The Smashing Pumpkins, contribuendo pure agli antologici (This is Not) Bim Bum Bam e (This is Not) Video Killed the 90's Stars), il libro con album musicale allegato Abissi Tascabili di Daniele Celona per Comicon e la raccolta di racconti a tema carcerario Sing Sing in the Rain per Sputnik Press.
Il primo lavoro lungo completamente realizzato dopo la guarigione è infatti La notte del corvo - Una ballata anarchica del West, un western metafisico e politico pubblicato da Coconino, ora diretta da Ratigher, nel 2019, e presentato quell'anno al Lucca Comics & Games da Galli, assieme ad una antologia per Diabolo Edizioni da lui curata di nuovi talenti femminili, tra cui Fumettibrutti, Materia Degenere.
Molte negli anni le sue collaborazioni a riviste - tra cui Linus e Tuttolibri de La Stampa -, fanzine (ad esempio Capek insieme agli altri di Progetto Stigma), progetti multimediali (come Umberto Baccolo's (n)INFOmaniac, uno dei primi dopo la guarigione, nel 2018, sempre accanto ad altri membri di Stigma). Nel 2020 partecipa assieme a moltissimi dei più importanti fumettisti italiani al libro raccolta di fondi per la ricerca sul COVID-19 COme VIte Distanti - Il fumetto italiano disegna da casa promosso dal festival romano Arf!.

## Opere
- Il nido, Coconino Press, 2022